# Eyalet di Rakka
L'eyalet di Rakka (in turco Eyalet-i Rakka) o Eyalet di Urfa, fu un eyalet dell'Impero ottomano nell'area corrispondente all'attuale Siria.

## Storia
L'eyalet venne creato nel 1586 sul territorio precedentemente sotto la giurisdizione dell'eyalet di Diyarbekir e resistette come stato costituito sino alle riforme di metà Ottocento che inclusero l'Eyalet di Rakka nel Vilayet di Aleppo.

## Geografia antropica

### Suddivisioni amministrative
I sanjak dell'eyalet di Rakka nel XIX secolo erano:
1. sanjak di Jemasa
2. sanjak di Kharpud
3. sanjak di Deir rahba
4. sanjak di Beni Rebia (Rabi`ah?)
5. sanjak di Saruj
6. sanjak di Harran
7. sanjak di Rika (Rakka)
8. sanjak di Roha o Urfa, sede del pascià